# Sat anatomije dr. Nicolaesa Tulpa
Sat anatomije dr. Nicolaesa Tulpa (nizozemski: De anatomische les van Dr. Nicolaes Tulp) je slavno ulje na platnu i prvi skupni portret baroknog slikara Rembrandta van Rijna iz 1632. godine.
U ovoj slici Rembrandt je kombinirao svoje znanstvene i humanističke težnje i stvorio je prvi skupni portret koji nije bio puko nizanje likova na platnu, nego dramatični trenutak jednog događaja. Doktor Tulp, koji je bio na čelu kirurškog ceha od 1628. do 1653. godine, nalazi se odmah desno od središta slike, dok su ostali doktori okupljeni oko njega kako bi svjedočili lekciji slavnog anatoma na truplu pokojnika.
Sati anatomije su bili društveni događaj u 17. stoljeću, održavali su se u učionicama koje su zapravo bile pozornice, a nazočili su im studenti, kolege i svaki pojedinac koji bi platio ulaznicu. U to vrijeme je bilo zabranjeno secirati bez dozvole krirškog ceha, a leš je morao biti pogubljeni kriminalac. Promatrači su bili i prikladno odjeveni za ovu ozbiljnu društvenu priliku. Smatra se da su ovi ljudi na slici (s izuzetkom figura iz pozadine i s lijeve strane) naknadno dodani. Na slici nedostaje jedna osoba — preparator, čiji je zadatak bio da pripremi tijelo za sat. U 17. stoljeću jedan tako ugledan znanstvenik poput dr. Tulpa nije se morao baviti tako krvavim poslom kao što je seciranje, pa su ti poslovi bili prepušteni drugima. Zbog toga na slici nema nikakvog instrumenta za rezanje. 
Slika je vjerna baroknoj kompoziciji temeljenoj na dijagonalama, pa je tako truplo smješteno na stol dok su ostali likovi, doktor, slušači i knjiga, proračunato organizirani oko njega. Figure izranjaju iz mraka i nedifiniranog prostora dok su im lica uokvirena sjajnim bijelim okovratnicima, pri čemu Rembrandt učinkovito koristi tenebrističku tehniku koju je uveo Caravaggio. Svjetlo putuje niz slojeve ruku i šaka dok dr. Tulp ponavlja svojom lijevom rukom pokret koji izvode mišići ruke na truplu. Lice leša je djelomično osjenčeno, nagoveštaj tzv. „sjene smrti“ (umbra mortis), tehnike koju će Rembrant često koristiti. Gledatelj nije u mogućnosti vidjeti ilustracije unutar velike knjige koje su vjerojatno djelo Andreasa Vesaliusova studija ljudske anatomije (De humani corporis fabrica) koja je objavljena u Baselu 1543. god., a što je bio prvi pokušaj točnih anatomskih ilustracija u tisku. Suvremeni stručnjaci su komentirali preciznost kojom je 26-godišnji Rembrandt naslikao mišiće i tetive. Nije poznato gde je stekao ta znanja, te je moguće kako je iskopirao detalje upravo iz ovog priručnika anatomije. Rembrandtova slika se s pravom smatra iskazom štovanja Vesaliusu i znanosti, a ne samo portret članova Amsterdamskog ceha kirurga. 
Dr. Tulp je zapravo pripadao vjersko-medicinskoj tradiciji koja je smatrala ruku vrhunskim pokretnim instrumentom, darovanom ljudima od Boga. Stoga, ako je ljudsko tijelo Božje djelo, umjetnost anatomije je put za spoznaju Boga.
Slika je potpisana u gornjem desnom kutu s Rembrandt f[ecit] 1632. To je, koliko je poznato, prvi put da je Rembrant potpisao sliku osobnim imenom, a ne inicijalima RHL (Rembrandt Harmenszoon van Leiden), što je znak porasta samopouzdanja umjetnika.
Ova slika je najvjerojatnije visila na zidu cehovske sobe Amsterdamske kirurške dvorane na Nieumarktu, sve do 1828. god. kada ju je kralj William I. prenio u palaču Mauritshuis u Den Haagu.